# زيلشلاخت-زيتردورف
زيلشلاخت-زيتردورف (بالألمانية: Zihlschlacht-Sitterdorf) هي بلدية سويسرية تتبع لمقاطعة فاينفيلدن في كانتون تورغاو. تبلغ مساحتها 12.2 كيلومتر مربع، ويقدر عدد سكانها بـ 2254 نسمة (حسب تعداد ديسمبر 2015).